# 黄汉升 (1958年)
黄汉升（1958年12月—），男，福建漳州人，中国体育教育训练学家、政治人物，曾任福建师范大学校长、党委书记，现任中共福建省纪委副书记。